# Fernando Altimani
Fernando "Nando" Altimani (Milà, 8 de desembre de 1893 – Milà, 2 de gener de 1963) va ser un atleta italià que va competir a començament del segle xx, principalment en proves de marxa.
El 1912 va prendre part en els Jocs Olímpics d'Estocolm, on guanyà la medalla de bronze en els 10 km marxa, en quedar rere George Goulding i Ernest Webb.
A banda d'aquest èxit, guanyà nou campionats nacionals de marxa, cinc dels 1.500 metres 
(1910, 1911, 1912, 1913, 1914) i quatre dels 10 km (1910, 1911, 1912, 1913).